# Ro-Kyu-Bu!
Ro-Kyu-Bu! (ロウきゅーぶ!?, Rōkyū Bu) è una serie di light novel scritta da Sagu Aoyama e illustrata da Tinkle. ASCII Media Works ha pubblicato 15 volumi sotto l'etichetta Dengeki Bunko tra febbraio 2009 e luglio 2015. La serie segue le vicende del liceale Subaru Hasegawa, il quale diventa l'allenatore di una squadra femminile di pallacanestro in seguito allo scioglimento del proprio club per un anno a causa di uno scandalo. Tre adattamenti manga e tre visual novel per PlayStation Portable sono stati pubblicati. Una serie televisiva anime di 12 episodi, coprodotta da Project No.9 e Studio Blanc, è stata trasmessa in Giappone da luglio a settembre 2011. Una seconda stagione sempre di 12 episodi, intitolata Ro-Kyu-Bu! SS e prodotta solamente da Project No.9, è stata trasmessa tra luglio e settembre 2013.

## Personaggi
Subaru Hasegawa (長谷川 昴?, Hasegawa Subaru)
Doppiato da: Yūki Kaji
Aoi Ogiyama (荻山 葵?, Ogiyama Aoi)
Doppiata da: Kanae Itō
Mihoshi Takamura (篁 美星?, Takamura Mihoshi)
Doppiata da: Shizuka Itō
Touko Hatano (羽多野 冬子?, Hatano Tōko)
Doppiata da: Rina Satō
Tomoka Minato (湊 智花?, Minato Tomoka)
Doppiata da: Kana Hanazawa
Maho Misawa (三沢 真帆?, Misawa Maho)
Doppiata da: Yuka Iguchi
Saki Nagatsuka (永塚 紗季?, Nagatsuka Saki)
Doppiata da: Yōko Hikasa
Airi Kashii (香椎 愛莉?, Kashii Airi)
Doppiata da: Rina Hidaka
Hinata Hakamada (袴田 ひなた?, Hakamada Hinata)
Doppiata da: Yui Ogura